# Kimora Lee Simmons
 Der er for få eller ingen kildehenvisninger i denne artikel, hvilket er et problem. Du kan hjælpe ved at angive troværdige kilder til de påstande, som fremføres i artiklen.

Kimora Lee Simmons (født Kimora Lee Perkins den 4. maj 1975 i St. Louis, Missouri i USA) er en amerikansk model, forfatter, leder og creative director for Phat Fashions. Hun er halv afroamerikaner og halv japaner. Hun har optrådt i musikvideoer og var dommer i første sæson af America's Next Top Model.
Hun har været gift med Russell Simmons, som hun har to børn med, og kommer på nuværende tidspunkt sammen med skuespilleren Djimon Hounsou, som hun har et barn med.
Man kan kæmpe som Simmons i kampspillet Def Jam: Fight for NY fra 2004.